# Gjirokastër (distrito)
Gjirokastër (albanês: Rrethi i Gjirokastrës) é um dos 36 distritos da Albânia localizado na prefeitura de Gjirokastër. Sua capital é a cidade de Gjirokastër. Está situado no sul do país, próximo à fronteira com a Grécia. Outra cidade importante neste distrito é Libohovë.
Sua população inclui uma expressiva comunidade grega.